# Umaswati

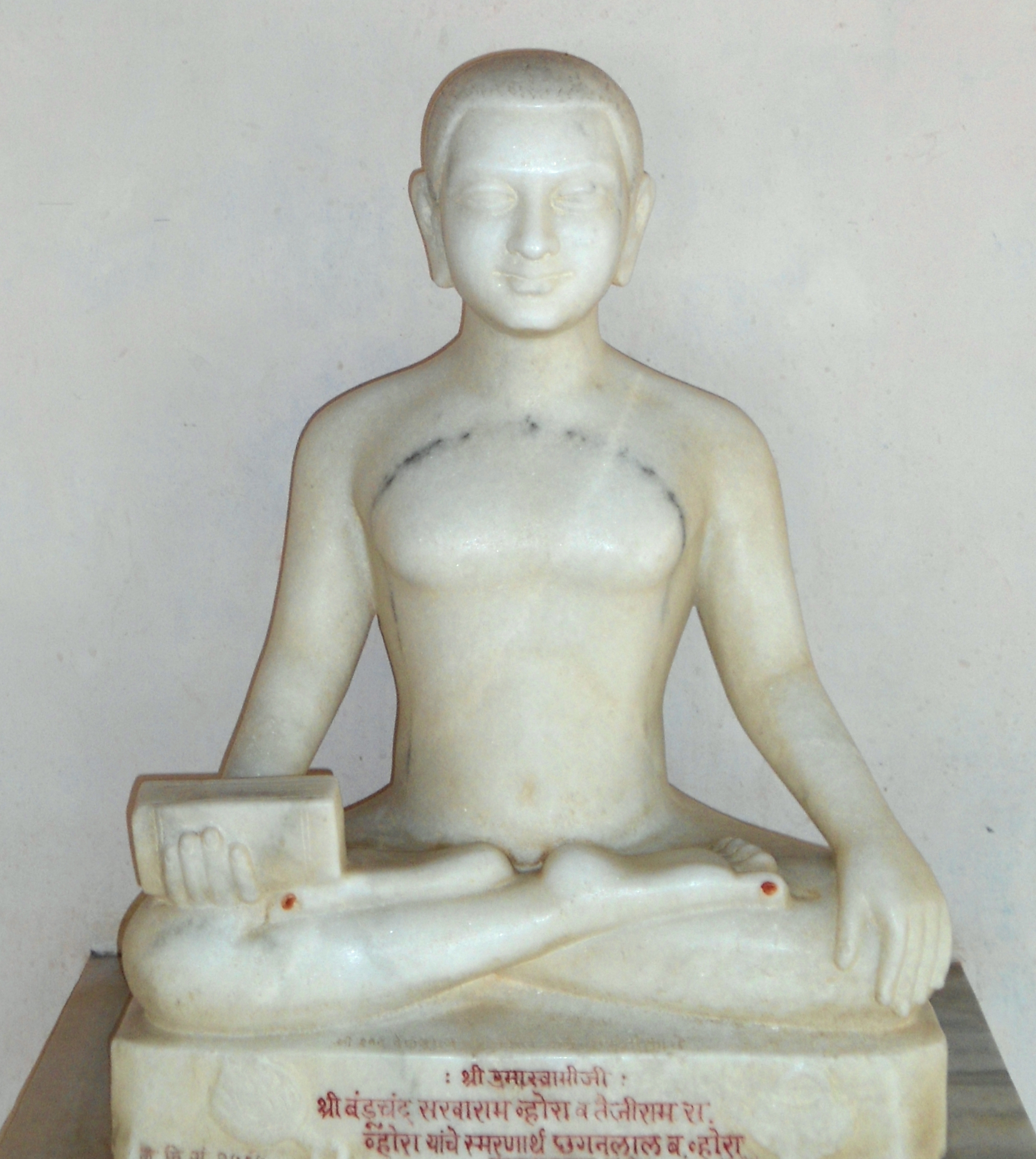
Estatua de Umaswati

Umaswati , también deletreado como Umasvati y conocido como Umaswami, fue un erudito de India, posiblemente entre los siglos II y V d. C., conocido por sus escritos fundacionales sobre el jainismo. Fue autor del texto jainista Tattvartha Sutra (literalmente '"Todo lo que es", también llamado Tattvarthadhigama Sutra). El trabajo de Umaswati fue el primer texto en sánscrito sobre la filosofía jainista, y es el texto completo de filosofía jainista más antiguo que existe aceptado como autorizado por las cuatro tradiciones jainistas. Su texto tiene la misma importancia en el jainismo que Vedanta Sutras y Yogasutras tienen en el hinduismo.
Umaswati es reclamado por las sectas del jainismo Digambara y Śvētāmbara como propio. Sobre la base de su genealogía, también fue llamado Nagaravachka. Umaswati fue influyente no solo en el jainismo, sino también en otras tradiciones indias a lo largo de los siglos. El Madhvacharya de los siglos XIII al XIV, fundador de la escuela de filosofía hindú Dvaita Vedanta, por ejemplo, se refirió a Umaswati en sus obras como Umasvati-Vachakacharya. Algunos en la tradición Digambara Jainista creen que es el principal discípulo de Acharya Kundakunda. Sin embargo, esto es discutido por algunos eruditos occidentales.
Umaswati, fue un Acharya (jefe de la orden monástica, maestro) y por lo tanto uno de los Pañca-Parameṣṭhi (cinco seres supremos) en la tradición Jaina. La teoría planteada por Umaswati es que el renacimiento y el sufrimiento se deben al karma (actos) de uno y una vida vivida de acuerdo con los votos de una vida virtuosa con austeridades limpia este karma y, en última instancia, conduce a la liberación. La principal filosofía de los aforismos del Tatvartha Sutra de Umaswati es que "toda vida, tanto humana como no humana, es sagrada".